# Saint-Michel-sur-Ternoise
Saint-Michel-sur-Ternoise – miejscowość i gmina we Francji, w regionie Hauts-de-France, w departamencie Pas-de-Calais.
Według danych na rok 1990 gminę zamieszkiwało 926 osób, a gęstość zaludnienia wynosiła 155 osób/km² (wśród 1549 gmin regionu Nord-Pas-de-Calais Saint-Michel-sur-Ternoise plasuje się na 585. miejscu pod względem liczby ludności, natomiast pod względem powierzchni na miejscu 597.).